# Coordonnées angulaires
En géométrie, les coordonnées angulaires d'un point relativement à un triangle donné, notées (θ1 : θ2 : θ3) sont, à une constante additive près, les angles orientés qu'ils forment avec les sommets d'un triangle.
Pour un triangle ABC, l'angle θ1 est l'angle orienté {\textstyle {\widehat {APB}}}, et ainsi de suite par permutation sur A, B, C.
Ces angles, et ceux formés par addition, sont considérés modulo π.

## Propriétés
Définition

Représentation de trois systèmes de coordonnées d'un point par rapport à un triangle : trilinéaires (a' : b' : c'), angulaires (α, β, γ) et tricycliques (a : b : c)

Pour un triangle ABC, les coordonnées angulaires d'un point P sont définies de façon unique si et seulement si P ne se situe pas sur le cercle circonscrit à ABC.
Somme
Les coordonnées angulaires d'un point P (θ1, θ2, θ3) vérifient θ1 + θ2 + θ3 ≡ 0 [2π].
Liens avec les autres systèmes de coordonnées
Pour un point P de coordonnées angulaires (θ1, θ2, θ3), ses coordonnées trilinéaires sont:
{\displaystyle \left({\frac {\sin(\theta _{1})}{\sin(A-\theta _{1})}}:{\frac {\sin(\theta _{2})}{\sin(B-\theta _{2})}}:{\frac {\sin(\theta _{3})}{\sin(C-\theta _{3})}}\right)}
Ses coordonnées barycentriques se déduisent donc :
{\displaystyle \left({\frac {a\sin(\theta _{1})}{\sin(A-\theta _{1})}}:{\frac {b\sin(\theta _{2})}{\sin(B-\theta _{2})}}:{\frac {c\sin(\theta _{3})}{\sin(C-\theta _{3})}}\right)}

## Exemples
De par leur définition, l'expression des coordonnées angulaires d'un point ne sont pas simples, car le lien avec les autres systèmes de coordonnées n'est pas rationnel.
On a quelques expressions simples, par exemple, les coordonnées angulaires du centre du cercle circonscrit au triangle de référence sont {\displaystyle (2A,2B,2C)}.
On leur préférera les coordonnées tricycliques, qui sont définies à partir des rayons des cercles circonscrits aux triangles formés par le point et deux sommets.